# Hugo Koch (Architekt, 1883)

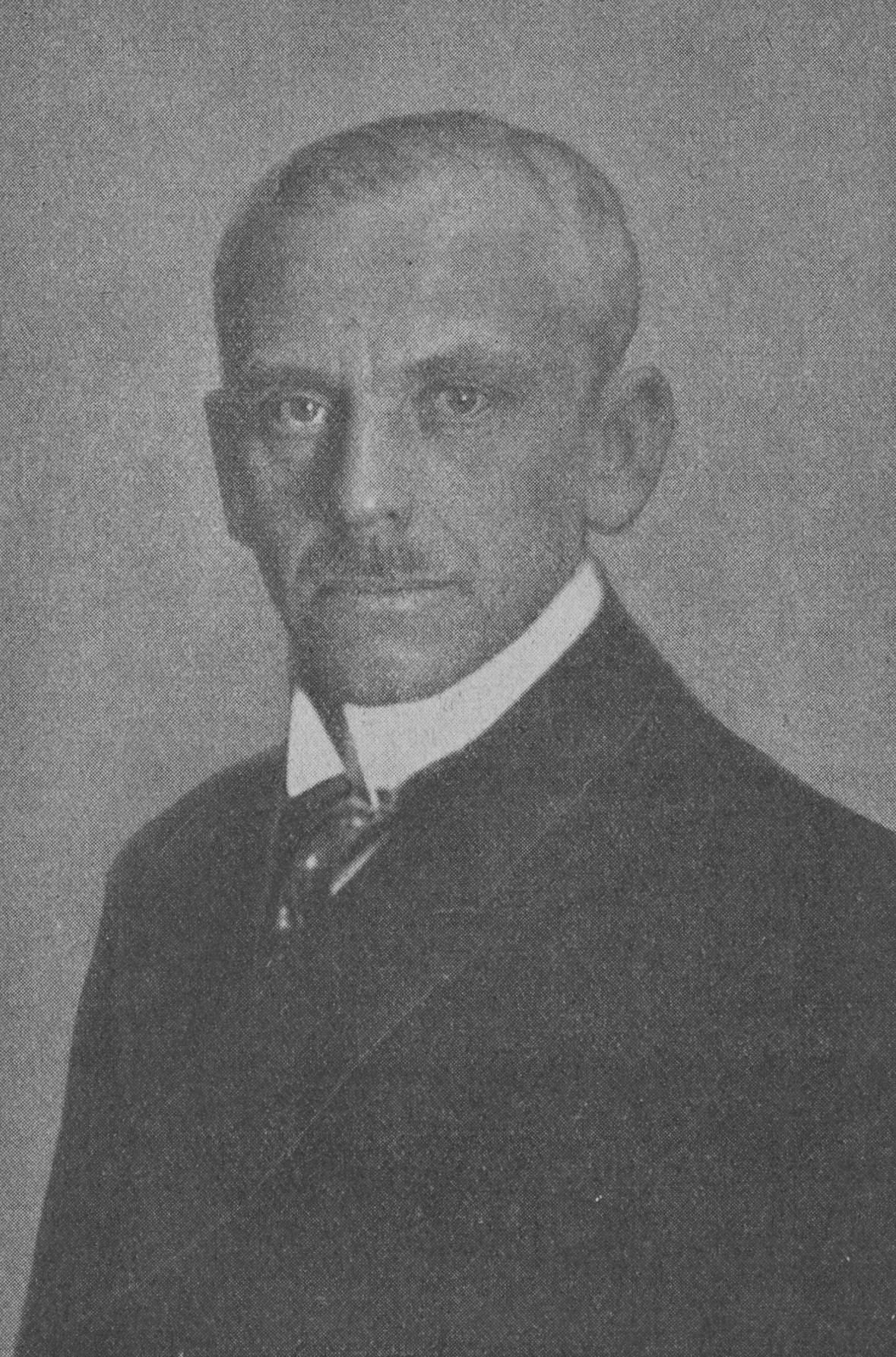
Hugo Koch, um 1927

Hugo Koch (* 14. August 1883 in Glauchau; † 7. September 1964 in Wiesbaden) war ein deutscher Architekt und Autor von Werken zur Gartenkunst.

## Leben und Wirken
Hugo Koch war Sohn des am Glauchauer Marktplatz ansässigen Kürschnermeisters Theodor Koch. Er folgte nicht dem Wunsch des Vaters Landvermesser zu werden, sondern studierte an der Technischen Lehranstalt Chemnitz. Von dort wurde er an die Technische Hochschule Dresden vermittelt, wo er von 1904 bis 1907 Architektur studierte und im Wintersemester 1904/1905 das Kolleg Künstlerische Aufgaben des Städte- und Gartenbaus bei dem Bau- und Kunsthistoriker Cornelius Gurlitt belegte, der später zu seinem Mentor wurde.
Für seine ausgezeichneten Studienergebnisse erhielt Koch ein Reisestipendium und unternahm Reisen in die USA, Ungarn, Italien, Frankreich und Großbritannien. Einen besonderen Rang nahmen seine im Sommer 1910 unternommenen Besuche von Chicago, Washington D.C., New York, Philadelphia und Boston ein, bei denen er führende Gartenarchitekten wie Jens Jensen, Frederick Law Olmsted Jr. und vermutlich auch dessen Bruder John Charles Olmsted kennenlernte, und deren Wirken er studierte. Seitdem Hugo Kochs Dissertation Sächsische Gartenkunst, mit der er zum Dr.-Ing. promovierte, 1910 in gedruckter Form erschienen war, gehörte dieses Buch zu den Standardwerken über Gartenkultur und Parkgestaltung.

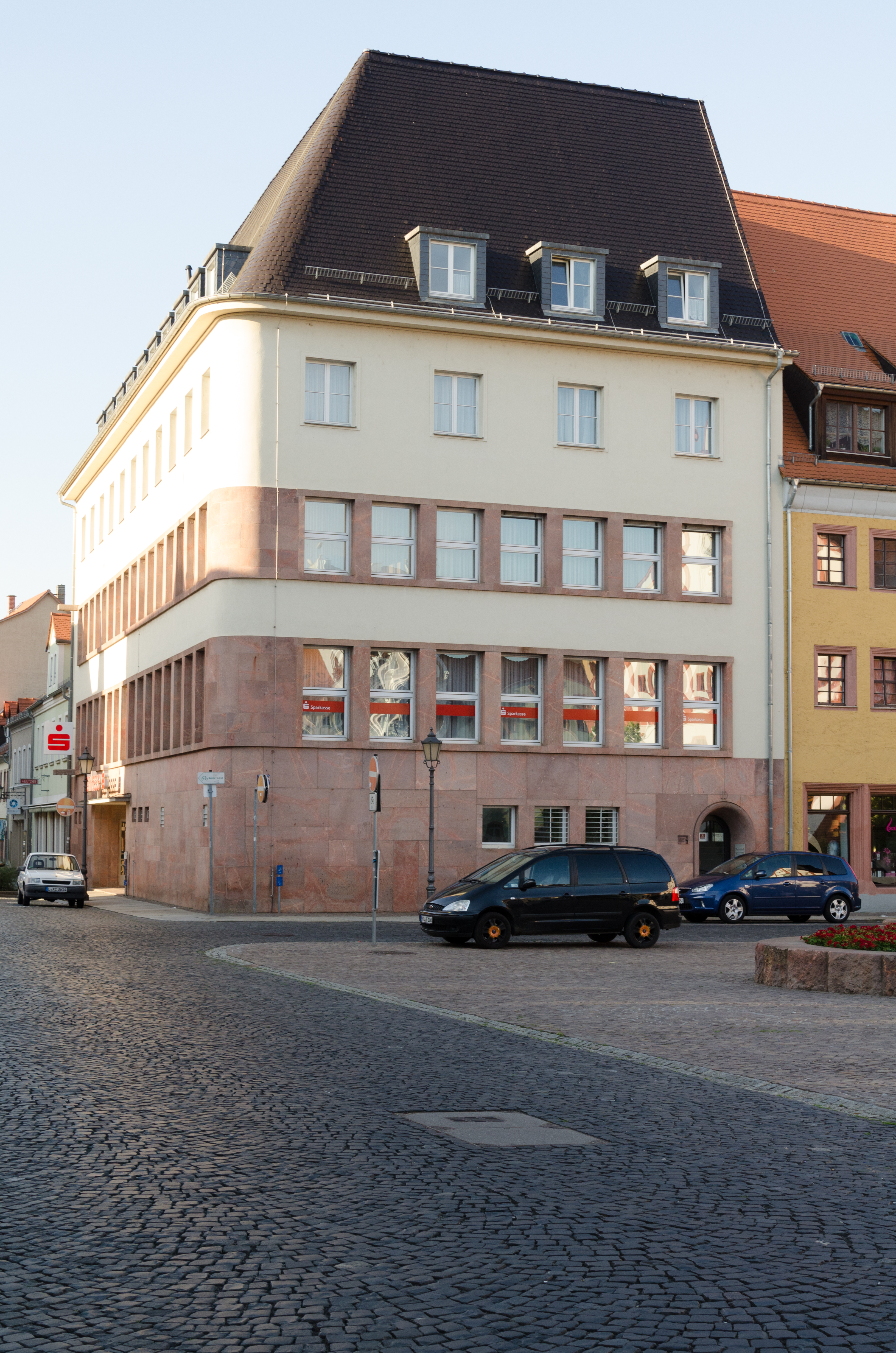
Sparkasse in Grimma, erbaut 1929–1930

Seine berufliche Tätigkeit begann Hugo Koch 1912 als Baurat beim Hochbauwesen der Baudeputation Hamburg, wo er bis 1920 blieb. Dort prägte Kochs zweiter Doktorvater Fritz Schumacher von 1909 bis zu seiner Entlassung 1933 das Baugeschehen mit einer zurückhaltend modernen, funktionalen, sozial orientierten Architektur. Das traf auch Kochs Intentionen, der zeitgenössische Bautechnologie nutzend und dennoch Ornamentales bewahrend den Historismus hinter sich ließ. Als Hamburger Baurat realisierte Koch in dieser Zeit den Bau zweier Krankenhäuser und zweier Schulen.
Am 30. September 1912 heiratete Hugo Koch Margarete geb. Foll aus Nerchau in Sachsen, beide siedelten 1920 in die Kleinstadt an der Mulde über, wo er als Teilhaber in die Leitung der Lackfabrik Hessel, Foll & Co. mit dem Vorbehalt eintrat, weiter als Architekt tätig bleiben zu können. Bald wurde er alleiniger Eigentümer des bekannten Unternehmens mit 100 Beschäftigten.
Die von Koch entworfenen Bauten zeichneten sich nicht nur durch das Integrieren gartenkünstlerischer Gestaltung aus, sondern auch durch die Nutzung des regionaltypischen Naturstein vulkanischen Ursprungs, des Rochlitzer Porphyrs. So profitieren Kochs Neubauten der Nerchauer und Grimmaer Sparkasse von der Attraktivität des rötlichen Porphyrtuffs in ihrer Sockel- und Fassadenausprägung. Für seinen Entwurf zur Grimmaer Sparkasse hatte Koch unter den 80 eingereichten Arbeiten eines anonymisierten Architektenwettbewerbes den 1. Preis erhalten.
Koch entwarf Gärten, Denkmäler, Grabmale, Verwaltungsgebäude, Industriebauten, Parks, Schulen und Krankenhäuser, Villen und Siedlungshäuser. Mit mauerbündiger Fensteranordnung erzielte er moderne Fassaden, und kantenumgreifende Verglasungen in Form von Eckfenstern gaben seinen Bauten einen leichten, auch schwebenden Charakter. Nicht selten schuf er durch mit Gauben versehene hohe Satteldächer zusätzlichen Wohnraum. Seine Entwürfe und Ausführungsplanungen weisen Hugo Koch als einen Pionier und Propagandisten der Gartenstadtidee sowie als Baupraktiker der Siedlungsidee aus, die mit Hausgärten dezentrale Selbstversorgungs-Strategien und eine Abkehr von Wohnkasernen im Blick hatte. Er widmete sein Wirken dem Vertiefen der Beziehungen zwischen Pflanze und Bauwerk bzw. zwischen Grünplanung und Städtebau.
Nach dem Ende des Zweiten Weltkriegs wurde der Familienbesitz samt der in Kriegszeiten durch Kochs Sohn Dietrich geleiteten Lackfabrik 1946 enteignet. Koch, der zum 1. Mai 1933 in die NSDAP eingetreten war (Mitgliedsnummer 2.428.270), wurde am 10. März 1948 als wenig engagiertes Mitglied entnazifiziert. Mit Hilfe seines Mitte der 1940er Jahre in Leipzig gegründeten Architekturbüros (Hofmeisterstraße 13, später Roßplatz 6) beteiligte er sich am Wiederaufbau zahlreicher durch Kriegseinwirkung zerstörter Gebäude, insbesondere Schulen. Für die Grimmaer Bürgerschule am Wallgraben, die nach dem Einmarsch der US-amerikanischen Truppen am 15. April 1945 als Vergeltung für den Versuch von Jugendlichen, vom Keller aus einen Panzer mit einer Panzerfaust abzuschießen, niedergebrannt wurde, stellte Hugo Koch uneigennützig weitsichtige Wiederaufbau-Entwürfe zur Verfügung, die leider drastisch beschnitten wurden. Die von ihm vorgesehenen geräumigen hellen Flure und Begegnungsräume wurden für verzichtbar erklärt.
Zu Beginn der 1950er Jahre sah er sich gezwungen, Nerchau und später auch Leipzig zu verlassen und nach Berlin überzusiedeln, von wo aus er über Idar-Oberstein nach Wiesbaden ging. Hier betrieb er von 1955 bis zu seinem Tod 1964 ein Architekturbüro, das sich auf Krankenhausbauten spezialisiert hatte, die er gemeinsam mit dem Architekten Siegfried Seuring verwirklichte. Hugo Kochs Grab befindet sich auf dem Wiesbadener Südfriedhof.
Park und Villa, in der sich seine Nerchauer Wohn- und Wirkungsstätte befand, wurden von der Deutsche Amphibolin-Werke von Robert von Murjahn Stiftung & Co. KG restauriert, und die Straße, an der das Gebäude liegt, 2010 in Hugo-Koch-Straße umbenannt.

## Bauten (Auswahl)

### 1908–1920, während seiner Tätigkeit in Hamburg
- Allgemeines Krankenhaus Hamburg-Barmbek
- Krankenhaus Hamburg-Bergedorf
- Hilfsschule A. D. Finkenau, Hamburg
- Realschule A. D. Uferstraße, Hamburg
- Hauptfeuerwache Hamburg
- 1912–1915: Gestaltung des damals ca. 10 ha großen Volksparks Sterkrade in (Oberhausen-)Sterkrade im Stil US-amerikanischer Garten- und Freizeitparks und der Ideen der Sport- und Spielbewegung
- 1916: Grabmal aus Beuchaer Granitporphyr für den im Ersten Weltkrieg gefallenen Phillip Foll auf dem Friedhof Nerchau[5]

### 1920–1946, während seiner Tätigkeit in Nerchau und Leipzig
- 1921–1922: Umbau der im Stil der Neurenaissance gebauten Fabrikanten-Villa Ferdinand Foll mit Anbau der Veranda, von 1920 bis 1952 Wohnsitz Hugo Kochs in Nerchau, heute Hugo-Koch-Straße 6
- 1919–1922: in schlichten Formen (Quader, Kugel, Kreuz) gestaltete Kriegergedenkstätte für die Gefallenen des Ersten Weltkriegs im Wiesental in Nerchau, Beuchaer Granitblock mit Inschrift
- 1921: Kriegergedenkstätte an der Dorfstraße in Seelingstädt
- 1921–1922, Kriegergefallenendenkmal, Hochkreuz mit Gedenkstein in Trebsen
- 1922: Kriegerehrenmal auf altem Friedhof in Neichen
- 1922: Kriegergefallenen-Ehrenmal, Friedhof Altenhain
- 1925–1927: Schulerweiterungsbau Nerchau, große Schule
- 1927–1928: Viergeschossiges Verwaltungsgebäude der Allgemeinen Ortskrankenkasse für den Stadtbezirk in Art-déco-Gestaltung, mit Badeanstalt und fünf Wohnungen, Grimma, Vogelberg 2
- 1927–1928: Verwaltungsgebäude der Allgemeinen Ortskrankenkasse in Dahlen
- 1927–1929: Verwaltungsgebäude des Bezirksverbandes der Amtshauptmannschaft in Grimma, Köhlerstraße 3
- 1927–1928: Kur- und Badeanlagen in Bad Schwarzbach, (Schlesien) und ähnliche Projekte für Baden bei Wien, Kolberg (heute Kołobrzeg), Weimar (Stadthalle) und Warnemünde (Kurhaus)
- 1928: Industriebau, Laborgebäude der Farbenwerke Friedrich & Carl Hessel AG, Nerchau, Hauptstraße 19–20, Abriss 90er Jahre
- 1928: Bankhaus der Städte- und Staatsbank der Oberlausitz in Bautzen

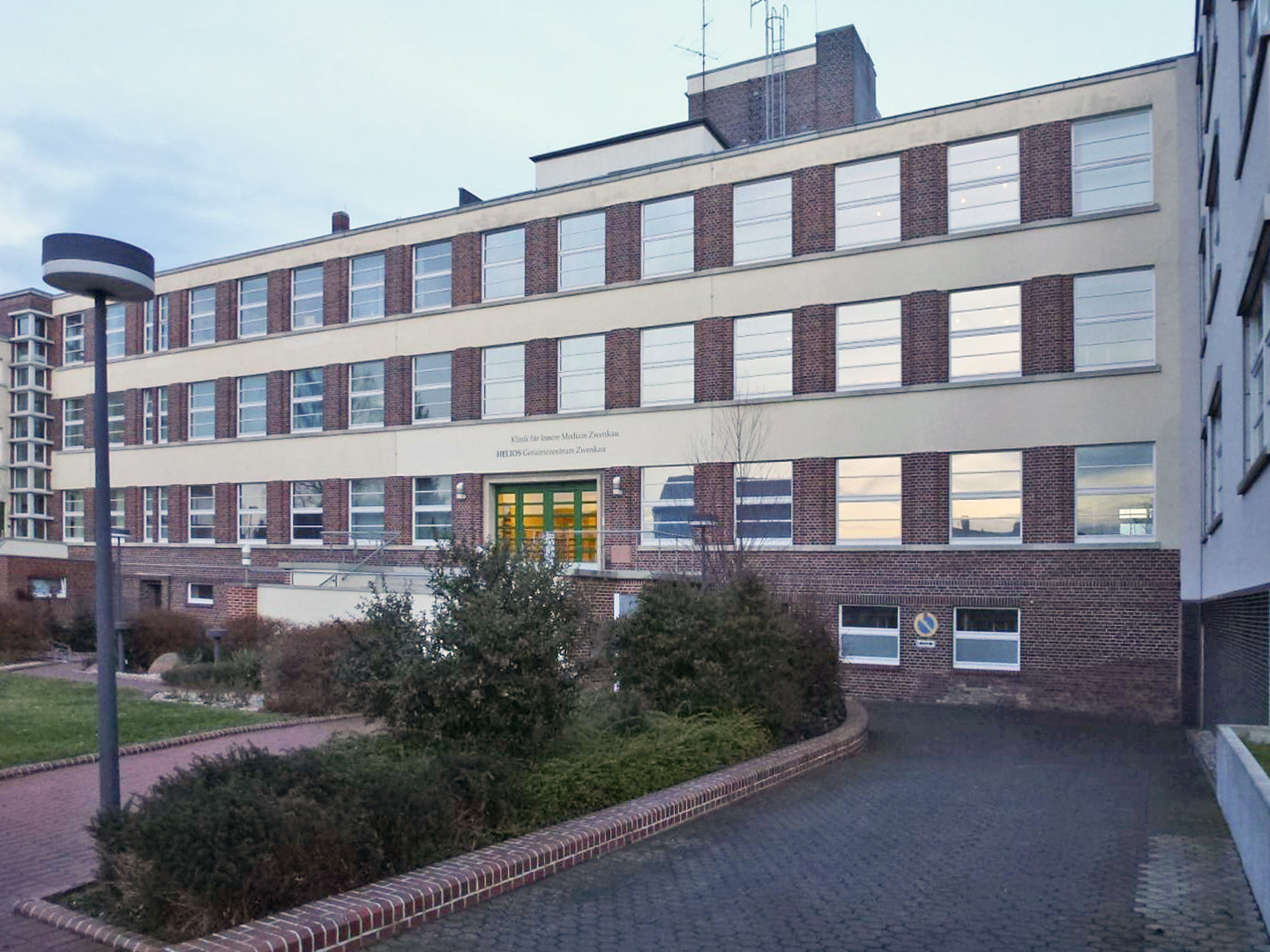
Klinik-Zwenkau Kreiskrankenhaus Zwenkau, Architekten: Hugo Koch und Thilo Schoder, Gera

- 1928–1930: Erweiterungsbau Stadt- und Bezirkskrankenhaus Zwenkau, Pestalozzistraße 9 – zusammen mit Thilo Schoder, Gera

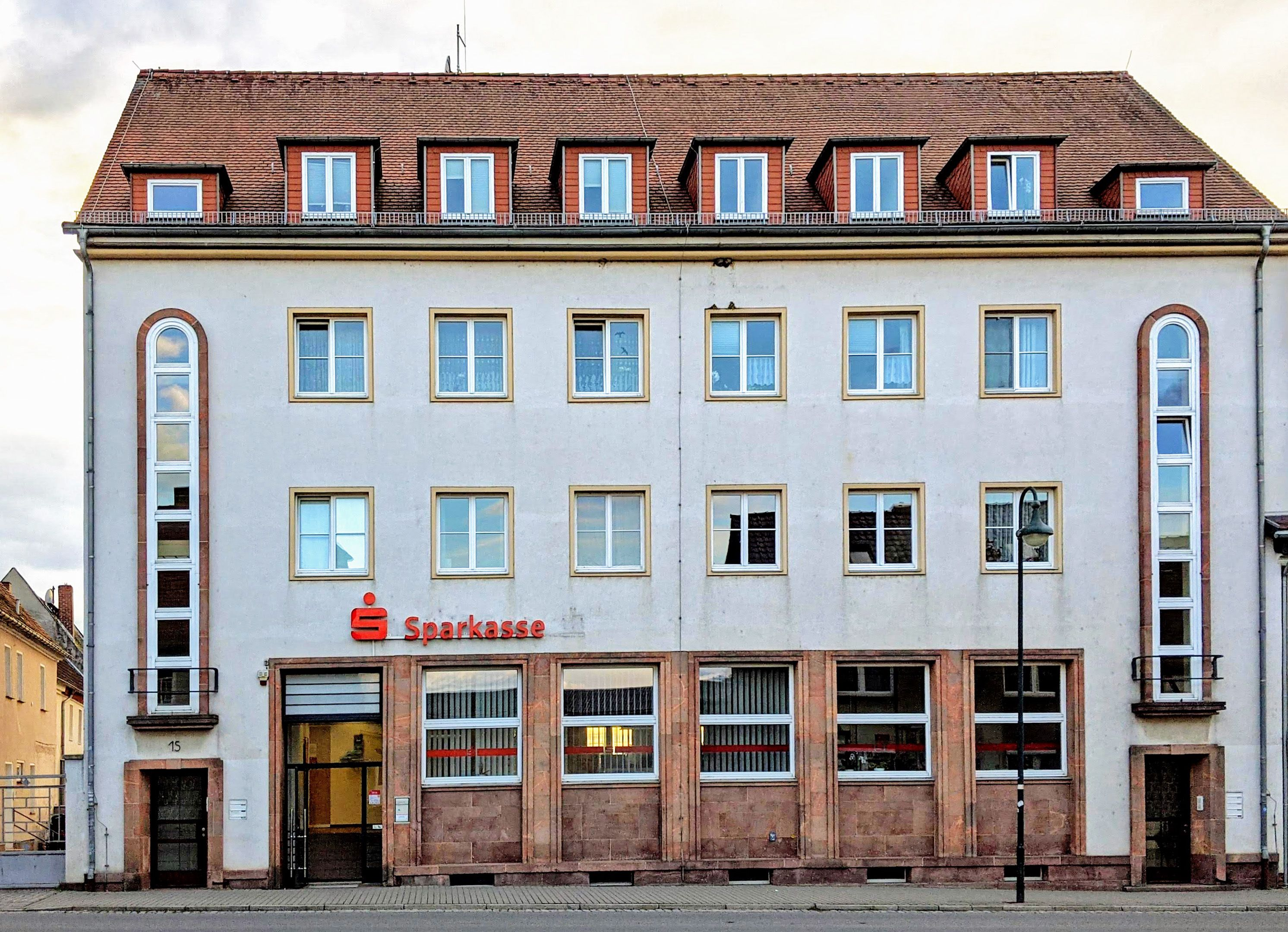
Spar- und Girokasse Nerchau 2021, Entwurf und Ausführung Hugo Koch 1929–1930

- 1929: Dreigeschossiges Giro- und Sparkassengebäude in Nerchau mit vier Wohnungen und einer Arztpraxis, Hauptstraße 15
- 1929–1930: Dreigeschossiges Sparkassengebäude mit einer Zahnarztpraxis, dem damaligen Standesamt und Wohnungen, inklusive der für den Direktor im Dachgeschoss, Grimma, Markt 13
- 1930: Kontorgebäude der Fa. Oskar Rommel & Co., Nerchau; zerstört bei Luftangriff am 20. Oktober 1943, nach 1945 Bürogebäude Papierwaren Nerchau, Abriss 90er Jahre
- 1931: Wohnhaus mit Garten, Hermann Reich, Schwager Hugo Kochs, Borsdorf, Parkstraße 8
- 1932: Wohnhaus Oberzollsekretär Schumann in Grimma, Leisniger Straße 19
- 1932: Wochenendhaus von Dr. Alexander Richter (Wurzen) in Machern, Am Burgunder Teich
- 1932–1935: Doppelhaus-Siedlung in Beucha, Borsdorf und Brandis
- 1932–1934: Siedlung Färberberg, Colditz mit 30 Doppelhäusern zweier Typen, Kalkbergsiedlung, Grimma, mit vier Typen in Nerchau sowie Wurzen, Zeppelinstraße, mit Wiederholung der Beuchaer Grundrisse
- 1933: Doppelhäuser, Jahnstraße 5/7 und 9/11 in Nerchau

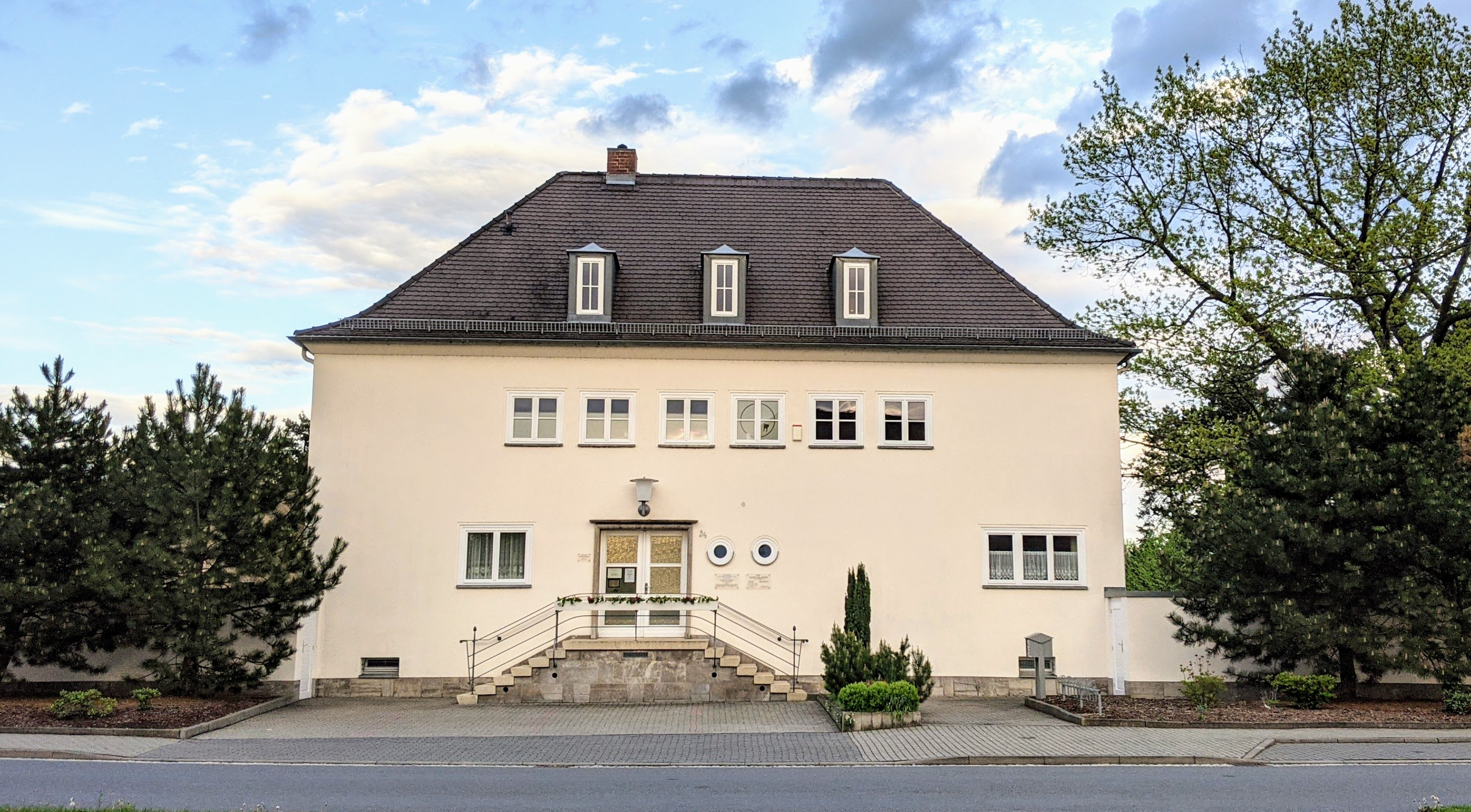
Wohnhaus mit Arztpraxis Dr. med. Arthur Fritzsche, Nerchau, Gornewitzerstraße 34, ab 1990 Ärztehaus

- 1934: Wohnhaus mit Arztpraxis Dr. med. Arthur Fritzsche († 1955) und 2.000 m² Garten mit Goldfischteich, Nerchau, Gornewitzerstraße 34, 1958–1974 Praxis von Dr. med Otto Kothe, danach Poliklinik, ab 1990 Ärztehaus, ab 2008 im Besitz der Familie Beate und Sven Schwalbe, Nerchau; ab 2009 massiver Um- und Ausbau
- 1933/1934: Kleinhaussiedlung Nerchau, Am Graben, vier verschiedene Haustypen kommen in Anwendung
- 1934: Einfamilienhaus Grimma, Pappertshainer Weg 2
- 1934: Zweigeschossiges Wohnhaus, Grimma, Wallgraben 14
- 1934: Mit drei Stelen geschaffenes Grabmal der Familie Fritzsche, Friedhof Nerchau
- 1935: Einfamilienhaus Grimma, Göschenstraße 5
- 1936: Überlandwerk (Elektrizitätswerk) in Glauchau, Gerhart-Hauptmann-Weg 1, heute Landratsamt,
- 1936: Beamtenwohnhaus mit Terrassengarten der Pauschwitzer Papierfabrik Wiede und Söhne, heute Kindergarten
- 1937: Finanzamt Grimma, Hindenburgstraße (jetzt: Karl-Marx-Straße) 22
- 1937: Wochenendhaus An der Fähre, Dr. phil. Arthur Meißner (Leiter der Kunstlederfabrik Eilenburg) in Wednig
- 1937–1940: HJ-Heim Nerchau, Jahnstraße 12, mit Gartenanlage, nach 1945 FDJ-Bezirksschule, danach bis heute: Kommunaler Kindergarten
- 1938: Zweigeschossiges Wohnhaus in Grimma, Friedrich-Oettler-Straße 14a

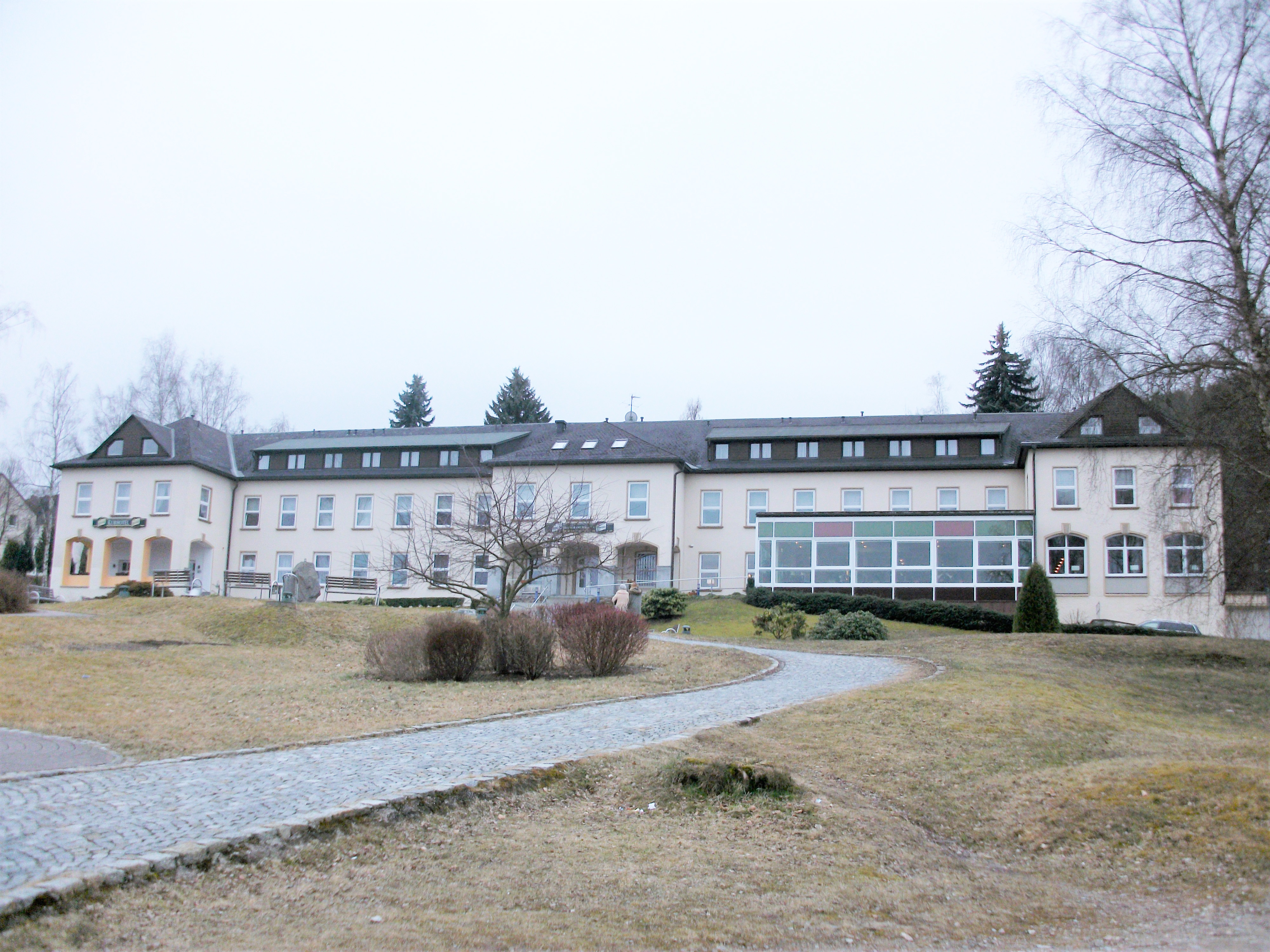
Bad Schlema, Kurhotel, Architekt: Hugo Koch

- 1938–1939: Kurhotel, Radonbad Oberschlema
- 1938: Grabmal für Hermann Hessel sen. und seine Frau Martha, heller Kalkstein, Friedhof Nerchau
- 1939: Wohnhaus, Grimma, Am Rappenberg 4
- 1939–1940: Zweigeschossiges Wohnhaus in Grimma, Hindenburgstraße (jetzt: Karl-Marx-Straße) 16

- 1939: Festhalle Ilmenau
- Annaberg: Krankenhaus

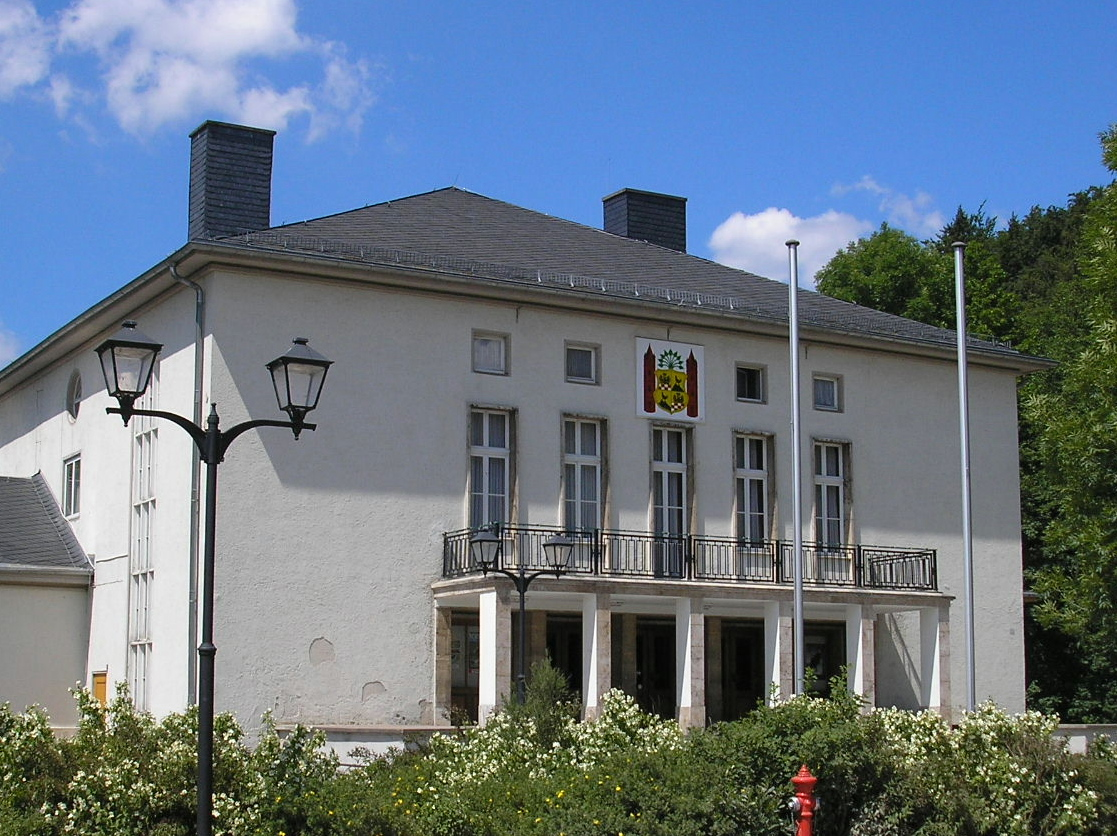
Festhalle Ilmenau, Architekt: Hugo Koch

- Bautzen: Städte- und Staatsbank der Oberlausitz
- Berka: TBC-Heilstätte
- Delitzsch: Krankenhaus
- Leipzig: Bankhaus Kroch, Kinderkrankenhaus
- Leisnig: Kreiskrankenhaus
- Lützen: Spar- und Girokasse
- Sofia: Militärkrankenhaus, Städtisches Kurinstitut mit Kurhotel
- Zagreb: Krankenhaus
- 1945–1950: Wiederaufbau der im April 1945 von US-amerikanischen Truppen als Vergeltung niedergebrannten Wallgrabenschule Grimma, Wallgraben 23
- 1946: Wiederaufbau der im April 1945 von Panzern der US-amerikanischen Truppen zerschossenen Volksschule in Golzern, Bergstraße
- 1947: Schulerweiterung durch Aufstocken der Mittelschule in Nerchau
- 1947: Umbau der ehemaligen Beamtenschule Nerchau zum Stadthaus
- 1948: Wiederaufbau der Scheune des Bauern Weidel in Nerchau-Schmorditz

### 1946–1964, Wiesbadener Zeit (ab 1955 gemeinsam mit Siegfried Seuring)
- Um- und Erweiterungsbau Städtisches Krankenhaus in Idar-Oberstein
- Kreiskrankenhaus Alzey
- Städtisches Krankenhaus Baumholder
- Heilig-Geist-Hospital Bingen
- Elisabeth-Krankenhaus Birkenfeld
- Krankenhaus Hachenburg

## Schriften
- Sächsische Gartenkunst. Verlag Deutsche Bauzeitung, Berlin 1911; Reprint: Sax-Verlag, Beucha 1999, ISBN 3-930076-80-2.
- Gartenkunst im Städtebau. Verlag Ernst Wasmuth, Berlin 1914.
- Gartenbauausstellung Altona. Verlag Konrad Hanf, Hamburg 1914.
- Gartenkunst im Städtebau. Verlag Ernst Wasmuth, Berlin 1921.
- Haus und Garten des Minderbemittelten – Volksbücher vom Bauen. Bd. 1. Hrsg. m. Karl Reger, Georg GoppeltKonrad Hanf, Hamburg 1921.
- Großsedlitz einst und jetzt. In: Mitteilungen des Landesverein Sächsischer Heimatschutz. Band XIV, Heft 9–12/1925, S. 373–395.
- Der Garten. Wege zu seiner Gestaltung. Mit 8 Farbtafeln, davon 6 von Karl Foerster. Verlag Ernst Wasmuth, Berlin 1927.
- Spar- und Girokasse der Stadt Grimma. In: Deutsche Bauzeitung. Berlin 1933 / 46, S. 902–904.